# Hunter Yeany
Hunter Yeany (Virginia Beach, 11 maggio 2005) è un pilota automobilistico statunitense, vincitore della Formula 4 degli Stati Uniti nel 2020, dal 2021 compete nel Campionato FIA di Formula 3.

## Carriera

### Formule minori
Dopo diverse stagioni nei kart, Yeany debutta in monoposto nel 2020 partecipando alla Formula 4 degli Stati Uniti con Velocity Racing Development, al fianco di Kyffin Simpson ed Erik Evans. Il pilota statunitense domina il campionato conquistando sette vittorie e quattordici podi in quindici gare. Questi risultati portano Yeany a vincere il campionato con un round d'anticipo, saltando il finale al COTA. Diventa anche il pilota più giovane a vincere un campionato FIA Formula 4.
Già nel 2020 Yeany partecipa a un round della Formula 3 nordamericana e l'anno seguente sempre con il team Velocity Racing Development partecipa ai primi quattro round. Sempre nel 2021 corre in alcune gare della Indy Pro e del Campionato GB3.

### Formula 3
Nell'agosto del 2021, Yeany viene annunciato dal team Charouz Racing System per unirsi al Campionato FIA di Formula 3 sostituendo Enzo Fittipaldi che è stato promosso in Formula 2. Il pilota statunitense debutta al round di Spa-Francorchamps dove ottiene due diciottesimi posti come miglior risultato. Scende in pista anche a Zandvoort ma salta l'ultimo round a Soči a causa della concomitanza con gli impegni nella Formula 3 nordamericana, venendo sostituito da Ayrton Simmons. Ritornato in Europa, partecipa ai test post-stagionali della serie con il team Campos.

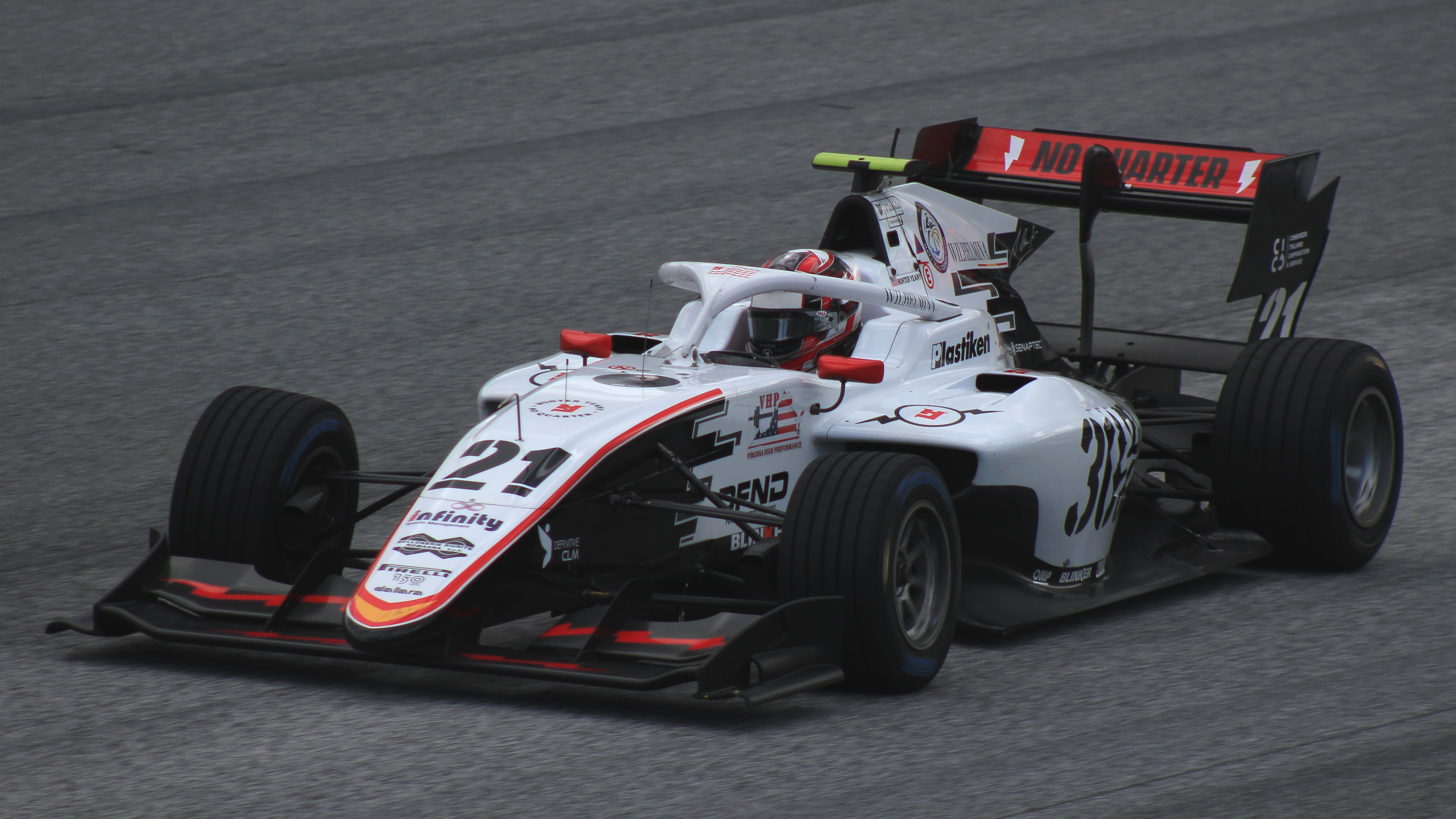
Hunter Yeany nel 2022 nel Campionato FIA di Formula 3

Nel 2022 viene annunciato per l'intera stagione della Formula 3 dal team spagnolo. Durante la gara sprint del Red Bull Ring, Yeany si infortuna al polso dopo un contatto con un rivale. A causa del suo infortunio non riesce a prendere parte il giorno successivo alla feature race. Il pilota statunitense salta i round dell'Hungaroring, di Spa-Francorchamps e di Zandvoort, dove viene sostituito prima da Oliver Goethe e poi da Sebastián Montoya. Yeany ritorna in pista nell'ultimo round della stagione a Monza e termina le gare al 24º e 17º posto. Yeany conclude la stagione senza segnare nessun punto e con un sedicesimo posto come miglior risultato.
Nel 2023 rimane nella serie passando al team Carlin Motorsport. Come le due stagioni precedenti non riesce a ottenere nessun punto e a metà stagione, dopo il round del Red Bull Ring viene sostituito da Max Esterson.

### Roed to Indy
Nel 2024 torna a correre in patria perdendo parte al Campionato USF Pro 2000 con il team TJ Speed Motorsports. Nella prima parte della stagione ottiene tre podi tra cui la vittoria ad Avondale davanti a Nikita Johnson. Per motivi economici, Yeany è costretto a saltare il round d'Indianapolis dove viene sostituito da Francesco Pizzi.

## Risultati

### Riassunto della carriera
| Stagione | Serie                       | Team                        | Gare | Vittorie | Pole | GPV | Podi | Punti | Pos. |
| -------- | --------------------------- | --------------------------- | ---- | -------- | ---- | --- | ---- | ----- | ---- |
| 2020     | Formula 4 degli Stati Uniti | Velocity Racing Development | 15   | 7        | 1    | 6   | 14   | 285   | 1º   |
| 2020     | Formula 3 nordamericana     | Velocity Racing Development | 3    | 0        | 0    | 0   | 0    | 0     | NC†  |
| 2021     | Formula 3 nordamericana     | Velocity Racing Development | 12   | 0        | 1    | 0   | 0    | 67    | 12º  |
| 2021     | Indy Pro 2000               | Velocity Racing Development | 8    | 0        | 0    | 0   | 0    | 79    | 14º  |
| 2021     | Formula 3                   | Charouz Racing System       | 6    | 0        | 0    | 0   | 0    | 0     | 33º  |
| 2021     | Campionato GB3              | Fortec Motorsport           | 3    | 0        | 0    | 0   | 1    | 36    | 24º  |
| 2022     | Formula 3                   | Campos Racing               | 11   | 0        | 0    | 0   | 0    | 0     | 33º  |
| 2023     | Formula 3                   | Carlin                      | 10   | 0        | 0    | 0   | 0    | 0     | 31º  |
| 2024     | Campionato USF Pro 2000     | TJ Speed Motorsports        | 8    | 1        | 1    | 0   | 3    | 148*  |      |

† Yeany era un pilota ospite, non idoneo a prendere punti.
* Stagione in corso.

### Formula 4 USA
(legenda) (Le gare in grassetto indicano la pole position) (Le gare in corsivo indicano Gpv)
| Stagione | Team                        | 1   | 2   | 3   | 4   | 5   | 6   | 7   | 8   | 9   | 10  | 11  | 12  | 13  | 14  | 15  | 16  | 17  | 18  | Punti | Pos. |
| -------- | --------------------------- | --- | --- | --- | --- | --- | --- | --- | --- | --- | --- | --- | --- | --- | --- | --- | --- | --- | --- | ----- | ---- |
| 2020     | Velocity Racing Development | MOH | MOH | VIR | VIR | VIR | BAR | BAR | BAR | BAR | SEB | SEB | SEB | HMS | HMS | HMS | COA | COA | COA | 285   | 1º   |
| 2020     | Velocity Racing Development | 1   | 2   | 1   | 3   | 1   | 1   | 6   | 2   | 1   | 1   | 1   | 1   | 2   | 2   | 3   |     |     |     | 285   | 1º   |

### Formula 3
(legenda) (Le gare in grassetto indicano la pole position) (Le gare in corsivo indicano Gpv)
| Stagione | Team                  | 1   | 2   | 3   | 4   | 5   | 6   | 7   | 8   | 9   | 10  | 11  | 12  | 13  | 14  | 15  | 16  | 17  | 18  | 19  | 20  | 21  | Punti | Pos. |
| -------- | --------------------- | --- | --- | --- | --- | --- | --- | --- | --- | --- | --- | --- | --- | --- | --- | --- | --- | --- | --- | --- | --- | --- | ----- | ---- |
| 2021     | Charouz Racing System | CAT | CAT | CAT | LEC | LEC | LEC | RBR | RBR | RBR | HUN | HUN | HUN | SPA | SPA | SPA | ZAN | ZAN | ZAN | SOC | SOC | SOC | 0     | 33º  |
| 2021     | Charouz Racing System |     |     |     |     |     |     |     |     |     |     |     |     | 18  | 26  | Rit | Rit | 23  | 22  |     |     |     | 0     | 33º  |
| 2022     | Campos Racing         | BHR | BHR | IMO | IMO | CAT | CAT | SIL | SIL | RBR | RBR | HUN | HUN | SPA | SPA | ZAN | ZAN | MNZ | MNZ |     |     |     | 0     | 33º  |
| 2022     | Campos Racing         | 23  | 21  | 17  | 16  | 27  | 26  | 16  | 19  | 21  | NP  | IN  | IN  | IN  | IN  | IN  | IN  | 24  | 17  |     |     |     | 0     | 33º  |
| 2023     | Rodin Carlin          | BHR | BHR | MEL | MEL | MON | MON | CAT | CAT | RBR | RBR | SIL | SIL | HUN | HUN | SPA | SPA | MNZ | MNZ |     |     |     | 0     | 31º  |
| 2023     | Rodin Carlin          | 20  | 22  | 22  | 17  | 27  | 20  | 18  | Rit | 19  | 21  |     |     |     |     |     |     |     |     |     |     |     | 0     | 31º  |

### USF Pro 2000
(legenda) (Le gare in grassetto indicano la pole position) (Le gare in corsivo indicano Gpv)
| Stagione | Team                 | 1   | 2   | 3   | 4   | 5   | 6   | 7   | 8   | 9   | 10  | 11  | 12  | 13  | 14  | 15  | 16  | 17  | 18  | Punti | Pos. |
| -------- | -------------------- | --- | --- | --- | --- | --- | --- | --- | --- | --- | --- | --- | --- | --- | --- | --- | --- | --- | --- | ----- | ---- |
| 2024     | TJ Speed Motorsports | STP | STP | NOL | NOL | NOL | IMS | IMS | IMS | IRP | ROA | ROA | ROA | MOH | MOH | TOR | TOR | POR | POR | 148*  |      |
| 2024     | TJ Speed Motorsports | 7   | 13  | 1   | 2   | 3   | 5   | 11  | 4   |     |     |     |     |     |     |     |     |     |     | 148*  |      |

* Stagione in corso.